# Buzłudża (schronisko)
Buzłudża (bułg. Бузлуджа) – schronisko turystyczne w Starej Płaninie w Bułgarii.

## Opis i położenie
Położone jest na południowych stokach szczytu Buzłudża (1441 m). Jest to murowany dwukondygnacyjny budynek o pojemności 34 miejsc z wewnętrznymi węzłami sanitarnymi i łazienkami. Budynek ma odstęp do wody bieżącej i prądu, a ogrzewany jest elektrycznie. Dysponuje kuchnią turystyczną i jadalnią. Droga do schroniska jest asfaltowana. Schronisko jest na trasie europejskiego długodystansowego szlaku pieszego E3 ( Kom - Emine).
Sąsiednie obiekty turystyczne:
- szczyt Szipka – 2 godz.
- schronisko Uzana – 5 godz.
- sypialnia turystyczna na dworcu w Krystcu – 5,30 godz.

Szlaki są znakowane.
Punkty wyjściowe:
- Kazanłyk – 25 km drogą asfaltową
- miasto Szipka – 2 godz. znakowanym szlakiem
- wieś Kryn – 3 godz. znakowanym szlakiem (11 km drogą asfaltową)
- wieś Enina – 3,30 godz. znakowanym szlakiem
- Gabrowo (dzielnica Jabyłka) – 2,30 godz. znakowanym szlakiem
- Przełęcz Szipczeńska – 2 godz. pieszo znakowanym szlakiem (11 km drogą asfaltową)